# История Вестероса
История Вестероса, континента в мире, придуманном Джорджем Мартином, охватывает приблизительно 12 тысяч лет. Отдельные её события описываются или упоминаются в цикле романов Мартина, который стал основной частью его «Песни льда и огня», а также в ряде повестей. Кроме того, перу писателя принадлежат псевдохроники «Мир льда и пламени» и «Пламя и кровь», представляющие собой обзор всей истории Вестероса. Специалисты проводят множество параллелей между историей континента и отдельными сюжетами из истории европейского Средневековья (в первую очередь английского). Предметом дискуссии является то, насколько органичной получилась созданная Мартином картина, а также то, есть ли у созданного писателем мира гипотетическое будущее и перспективы развития.
Отдельные события истории Вестероса показаны в сериалах «Игра престолов», «Дом Дракона» и «Рыцарь Семи Королевств».

## Географические условия
В описании Джорджа Мартина Вестерос представляет собой огромный континент на западе известного людям мира. Со всех сторон он омывается морями: на севере это Студёное море, на востоке — Узкое, на юге Полуденное и на западе — Закатное. За Узким морем находится ещё один большой континент, Эссос, с западной частью которого Вестерос постоянно тесно контактирует (в древнейшую эпоху два континента были связаны перешейком, который позже исчез). Далеко на юго-востоке, за Полуденным морем, располагается континент Соториос, о котором жители Вестероса знают немногое. Существует мнение, что и на западе, за Закатным морем, могут быть какие-то земли: на их поиски отправился Брандон Корабельщик, но не вернулся, туда же мечтала отправиться верхом на драконе и Рейенис Таргариен.
Данные о размерах Вестероса крайне приблизительны. Путь через обитаемую часть материка занимает много месяцев, расстояние достаточно велико, чтобы успел смениться ряд климатических зон от жарких пустынь в Дорне до зоны постоянного холода на севере. При этом даже жители континента не представляют, насколько далеко он простирается в своей северной, почти неосвоенной, части. Мартин в одном из интервью уточнил, что по размерам Вестерос близок к Южной Америке.
На континенте выделяется ряд историко-географических регионов. Самый крупный и наименее населённый из них — Север. На юге он граничит с Речными землями, включающими Перешеек. К востоку от Речных земель, за Лунными горами, располагается относительно небольшая, но очень плодородная Долина Аррен. Южнее, на побережье Узкого моря, находятся Штормовые земли, страдающие от морских бурь, но богатые благодаря как земледелию, так и торговле с Эссосом. Крайний юг Вестероса — это Дорн, редконаселённый, но традиционно сохранявший самостоятельность благодаря обособленному географическому положению. Юго-запад континента занимает Простор, обширный (это второй из регионов по площади) и густонаселённый, главная житница Вестероса. Наконец, на северо-западе располагаются Западные земли, богатые благодаря месторождениям золота и серебра. Неподалёку от них в Закатном море находятся Острова Железных людей.

## Хронология
Жизнь Вестероса делится на природные циклы неравномерной протяжённости: по неясным причинам лето и зима могут растягиваться на долгое время (до 10 лет) или быть совсем короткими. Тем не менее летоисчисление на континенте производится по классическому принципу. Началом отсчёта стало Завоевание Эйегона и образование Семи Королевств.

## История

### Древнейшая эпоха
Первыми жителями Вестероса Мартин называет Детей Леса — малую расу, жившую в гармонии с природой и использовавшую могущественную магию. Примерно за 12 тысяч лет до времени действия основной части «Песни льда и пламени» из Эссоса пришли по естественному мосту Первые люди — примитивные воины, приручившие к тому времени лошадей и использовавшие бронзовое оружие. Они начали воевать с Детьми Леса и в конце концов подписали Пакт Острова Лиц. Согласно этому договору, Первые Люди получили контроль над открытыми равнинами, а Дети Леса остались в лесах.
Спустя четыре тысячи лет с крайнего севера Вестероса пришли Иные — загадочный народ, вместе с которым на юг продвигались ночь длиной в целое поколение и зима, длившаяся десятилетия. В Войне Заката Первые Люди и Дети Лесов объединились и оттеснили Иных обратно на север; чтобы не допустить их возвращения, была выстроена длинная и высокая ледяная Стена. За последующие века Дети Леса постепенно исчезли — или покинули Вестерос, или просто вымерли.
Приблизительно через две тысячи лет после Войны Заката началась новая волна переселений из Эссоса: андалы пересекли Узкое море, высадились в долине Аррен и в течение нескольких столетий завоевали южные королевства. Север они не смогли захватить из-за естественных преград. В Вестеросе образовались шесть могущественных королевств: Северное, Королевство Железных Островов, Королевство Долины и Неба, Королевство Скал, Королевство Штормового Предела и Королевство Простора. Седьмым было Королевство Речных земель, которое несколько раз завоёвывалось соседями и однажды было уничтожено.
Дальний юг Вестероса, полуостров Дорн, был разделён на ряд маленьких королевств, ослабленных постоянной борьбой. За тысячу лет до событий «Песни» туда приплыла группа беженцев из бассейна реки Ройн в Эссосе, спасавшихся от натиска Валирийской империи. Возглавлявшая их королева-воительница Нимерия стала женой местного лорда Морса Мартелла и помогла ему завоевать весь Дорн.

### Завоевание Эйегона I
Вестерос активно торговал с Валирией через Узкое море. В 102 году до Завоевания Эйегона империя была уничтожена грандиозной природной катастрофой (в источниках она упоминается как «Рок Валирии»). Ещё до этого одно из аристократических валирийских семейств, Таргариены, закрепилось на острове Драконий камень неподалёку от Штормовых земель. Спустя век глава этой семьи Эйегон потребовал от всех правителей Вестероса признать его своим королём. Когда те проигнорировали это требование, он высадился на континенте и начал завоевание (2 год до Завоевания Эйегона).
В Вестеросе на тот момент правили Старки (на севере), Ланнистеры (в Западных землях), Гарденеры (в Просторе), Мартеллы (в Дорне), Аррены (в Долине). Король Железных людей Харрен Чёрный контролировал Речные земли, а Аргилак из династии Дюррандонов — Штормовые земли. Армия Таргариенов была небольшой и уступала в численности войску любого из этих правителей. Однако у Эйегона было особое оружие — три огнедышащих дракона, Балерион, Вхагар и Мираксес, каждый из которых мог в одиночку сжечь целую армию или большую крепость. Это были последние драконы в западной части обитаемого мира. На них летали сам Эйегон и его сёстры и жёны — Висенья и Рейенис.
Эйегон высадился в устье реки Черноводная, где тут же основал крепость. Его драконы сожгли армию лордов Дарклина и Моутона. Командиры погибли, а их наследники и ряд других малозначительных лордов тут же признали власть Эйегона и сохранили свои титулы и владения. Таргариен был провозглашён королём Вестероса. В дальнейшем он продолжал ту же политику: жестоко наказывал непокорных и приближал к себе тех, кто перешёл на его сторону. Вскоре власть Таргариена признали Талли из Риверрана и множество других лордов Трезубца, включая Фреев. Харрен Чёрный укрылся в только что достроенном Харренхолле, но Эйегон верхом на Балерионе сжёг этот замок. Теперь ему подчинялись все Речные земли, верховным лордом которых стал Эдмин Талли.
Единокровный брат Эйегона Орис Баратеон в битве под названием Последний Шторм разгромил и убил Аргилака. Он женился на дочери погибшего Аргелле и стал верховным лордом Штормовых земель. Король Простора Мерн IX и король Запада Лорен I Ланнистер объединили свои силы, собрав огромную армию, но были разгромлены на Огненном поле; династия Гарденеров в тот день погибла, а Лорен попал в плен и тут же присягнул Эйегону. Он стал лордом Бобрового утёса и Хранителем Запада. Простор тоже признал власть Эйегона, а его верховным лордом стал стюард Хайгардена Харлен Тирелл.
Когда Таргариен готовился двинуться против Дорна, в Речные земли вторгся король Севера Торрхен Старк. Две армии встретились у реки Трезубец, и там Торрхен без боя подчинился Эйегону. Он преклонил колено и превратился из короля в верховного лорда Винтерфелла. Висенья верхом на одном из драконов совершила полёт в Долину и без боя заставила подчиниться королеву Шарру. Рейенис отправилась в Дорн, но не нашла местного короля и ничего не добилась. Сам же Эйегон без боя занял Старомест на юго-западе — величайший город Вестероса, резиденцию верховного септона. Там Таргариен был помазан семью елеями и провозглашён «королем андалов, ройнаров и Первых Людей, лордом Семи Королевств и Хранителем Государства». День коронации стал началом нового летоисчисления — «от Завоевания Эйегона».

### Эпоха Таргариенов
Столицей королей-Таргариенов стал новый город, построенный в устье Черноводной, — Королевская Гавань. Эйегон и его преемники правили, сидя на Железном троне, который выковали из вражеских мечей, оплавленных Драконьим огнём. Вскоре после коронации Эйегону пришлось подавлять мятеж лордов Трёх Сестёр (вассалов дома Аррен), провозгласивших свою королеву, и замирять охваченные междоусобицей Железные острова (2 год от ЗЭ). Лордом архипелага он признал Викона Грейджоя.
В 4 году Эйегон двинул сразу три армии в Дорн. Одна из них смогла занять Солнечное копьё, но вторая была разбита, а третья отступила без каких-либо успехов. Война затянулась до 13 года. Дорнийцы ожесточённо сопротивлялись и наносили контрудары: совершали набеги на Простор и Штормовые земли, организовывали покушения на Эйегона, Висенью, многих видных лордов. В одном из сражений в 10 году погибла королева Рейенис вместе со своим драконом. В конце концов король согласился подписать мир, по которому Дорн сохранял независимость.
В последующие годы в Вестеросе царил мир («Драконов мир»). Эйегон запретил частные войны, упорядочил сбор податей и пошлин, постарался сплотить свои королевства. Он постоянно объезжал владения и творил в пути справедливый суд, при его дворе обретались представители аристократических семейств со всего континента, привыкавшие считать себя жителями всего Вестероса, а не одного из его регионов. Поощрялись брачные союзы между разными великими домами. При сыновьях Эйегона Эйенисе I и Мейегоре Жестоком вспыхивали масштабные восстания. Во время полувекового правления Джейехериса (48—103) царил мир; были проложены основные дороги, был создан «Великий кодекс». При внуке этого короля Визерисе I началась новая распря: о своих правах на престол заявили дочь Визериса от первого брака Рейенира (её поддерживала партия «чёрных») и сын от второго брака Эйегон (ставленник «зелёных»). После смерти Визериса вражда перешла в ожесточённую и кровопролитную войну, получившую название «Пляска Драконов». Оба правителя погибли, в итоге королём стал сын Рейениры Эйегон III, женившийся на дочери Эйегона II. Практически все драконы погибли в боях.
В последующие времена периодически власть в Вестеросе пытались захватить представители побочной ветви Таргариенов, начиная с Дейемона Блэкфайра. Благодаря династическим бракам в состав единого государства был включён Дорн. Король Эйерис II своим безумным поведением спровоцировал восстание Баратеонов, Арренов и Старков, поддержанное Ланнистерами и закончившееся победой. Последние представители династии Таргариенов бежали в Эссос, а Железный трон занял Роберт Баратеон (283 год от ЗЭ).

### Время действия романов Мартина
Действие романа «Игра престолов» начинается через 15 лет после восшествия на престол Роберта Баратеона. К этому моменту большую власть сосредоточили в своих руках Ланнистеры, родственники жены короля. Когда начинает выясняться, что королева Серсея родила своих детей не от мужа, а от брата-близнеца Джейме, Роберта устраняют, на престол восходит его номинальный сын Джоффри. О своих правах на корону заявляют братья Роберта Ренли, поддержанный Тирреллами, и Станнис, королями себя провозглашают Робб Старк (его поддерживают Талли) и Бейлон Грейджой. Начинается Война Пяти Королей. Ренли погибает из-за козней Станниса, но его армия переходит на сторону Ланнистеров и спасает Королевскую Гавань от нападения этого претендента. Робб Старк, одержавший ряд побед, тоже погибает от рук Фреев и Болтонов, заключивших тайный союз с Ланнистерами. Болтоны становятся лордами Севера, Фреи — лордами Речных земель.
В это время в Эссосе постепенно усиливается Дейенерис Таргариен, дочь Эйериса II, которая собирает армию для высадки в Вестеросе. Станнис переправляется на Север, где помогает Дозору победить Одичалых, а потом движется на Винтерфелл. Действие написанной части «Песни Льда и Огня» заканчивается на том, что армия Станниса сталкивается с огромными трудностями (возможно, она погибает в пути из-за лишений), на юго-востоке Вестероса начинают высаживаться сторонники Таргариенов, усиливается религиозное движение «воробьёв», назревает война между Ланнистерами и Тирреллами.

### Гипотетическое будущее
Предметом бурного обсуждения в рецензиях на книги Мартина и на фанатских сайтах является проблема научно-технического прогресса в Вестеросе. Звучат мнения о том, что такой прогресс и, соответственно, переход от Средневековья к условному Новому времени в этом мире невозможен по ряду объективных причин.
- Нестабильный и непрогнозируемый климат. Каждая долгая зима должная приводить к голоду и массовому вымиранию населения и отбрасывать цивилизацию назад.
- Дефицит природных ресурсов: звучат предположения о том, что во вселенной Мартина имеются не все химические элементы,

## Оценки
Исследователи отмечают, что в книгах Мартина Вестерос в значительной степени противопоставлен другим материкам вселенной. По словам одного из учёных, это «правильный мир взрослой рациональности», за пределами которого происходят явно сказочные события (в частности, действуют Белые ходоки и драконы). Вестерос оказывается «сферой истории», тогда как за Стеной и Узким морем находится сфера мифа и магии.